# Bulbucata
Bulbucata es una comuna ubicada en el distrito de Giurgiu, Rumania.

## Superficie
Cuenta con una superficie de 27,80 kilómetros cuadrados.

## Demografía
Hasta 2021 la población era de 1650 habitantes, con una densidad de población de 59,35 habitantes por kilómetro cuadrado.